# 表里辨证
表里辨证，中医术语，系八纲辨证（指阴阳、表里、寒热、虚实八类证候，为中医辨证学的基本纲领）的具体内容之一。八纲辨证的特点在于把握疾病发生发展过程的整体性、确定性与相关性。表里是用以辨别疾病病位最基本的纲领。
表证是一种证候，由於六淫之邪从皮毛口鼻而入侵入人体浅表所引起的证候。多见於外感病初期阶段。
表证特点：起病急、病程短、病位浅、病情轻；恶寒发热，头身痛，舌苔薄白，脉浮，或鼻塞流涕，咽喉痒痛，咳嗽。
里证是指病变部位在脏腑气血的一类证候；凡非表证者，一切证候皆属里证。多见於外感病中，後期及内伤病。里证有三种：
- 表邪不解，由表入里形成里证；
- 六淫邪气直接侵犯脏腑形成里证；
- 由於情志内伤，饮食劳倦等原因所致的疾病也称为里证。

里证特点是病位深在；临床表现复杂。
表里，观察病位（虚实，观察病势；寒热，观察病性；阴阳，观察病类）：
- 表里证鉴别：

- 新病、病程短者，病在表；久病、病程长者，病在里。
- 发热恶寒同时并见者病在表;但发热或但畏寒者均属里证.
- 表证者：舌苔常无变化，或仅舌边尖红，脉浮；而里证者：舌质舌苔常有变化，脉不浮或沉。

另外，表证有表寒、表热、表虚、表实之分；里证有里寒、里热、里虚、里实。
- 表证和里证的关系

- 表里同病

即有表证，又有里证，表证和里证在一个时期同时出现
- 表里出入

- 表邪入里

表邪不解，内传入里，出现里证，即为由表入里。是机体抗邪能力降低；邪气过盛；护理不当；失治误治。
- 里邪出表

某些里证，病邪由里透达於肌表，则为由里出表。是治疗、护理得当；机体抗病能力增强。
病位是表症時
病位存在於身體表層，屬於表症的狀態時，症狀有惡寒、發熱、頭痛、發汗、關節痛、神經痛、腫脹等。中醫的表症，表示疾病在身體表層，採取排汗治療，將表層的疾病排出身體外層，稱為『汗法』。中醫芳療則是使用溫熱身體的精油促進流汗。推薦精油：薑、肉桂、茶樹。療效良好的中藥和食材：桂枝、蔥、紫蘇。
病位是裡症時
病位存在於內臟等深層，屬於裡症的狀態時，症狀有口渴、腹痛、腹脹、便秘、下痢、排尿異常。有時會是慢性疾病。中醫採取打擊疾病驅出體外的『清熱法』或『瀉下法』等治療方法。中醫芳療基本是以降低體熱的精油，或是利尿效果的精油，將廢物排除體外。推薦精油：薄荷、杜松果、絲柏。療效良好的中藥和食材：薄荷、米、山藥。